# Джон Губерт Голл
Джон Губерт Голл (англ. John Hubert Hall; 7 лютого 1899, Портленд, Орегон, США — 14 листопада 1970, Ньюпорт, Орегон, США) — американський політик-республіканець, губернатор Орегону у 1947—1949 роках. Був спікером Палати представників штату Орегон.

## Біографія
Народився в Портленді в сім'ї окружного прокурора штату Орегон Джона Гікліна Голла. Навчався у місцевих школах та у військовій академії в Індіані. 1923 року закінчив Університет штату Орегон зі ступенем ділового адміністрування.
У роки Першої світової війни служив у Військово-морських силах США шпитальним санітаром. Повернувшись додому працював на різних роботах, а згодом вступив до Північно-Західної школи права Портленда (нині є частиною Коледжу Льюїса і Кларка). 1926 року прийнятий до колегії адвокатів. 28 грудня 1926 року одружився з Елізабет Волч, з якою мав двох дітей. Дружина померла 1937 року. 31 грудня 1941 року одружився вдруге з Еліс Джонсон, у них народилася одна дитина.
У юридичній практиці спеціалізувався на корпоративному праві та бізнесі, представляючи багатьох корпоративних клієнтів, зокрема інтереси алкогольних компаній, що відіграло роль у його подальшій політичній кар'єрі. 1926 року приєднався до фірми свого батька, а після виходу старшого Голла на пенсію 1932 року приєднався до юридичної фірми Bowermann. Пізніше переїхав до Лінкольн-Сіті і відкрив приватну практику.

## Політична кар'єра
Кілька разів обирався до Палати представників штату Орегон, 1947 року став спікером. 28 жовтня 1947 року губернатор Ерл Снелл загинув у авіакатастрофі разом з наступним у черзі на вакантну посаду, президентом Сенату Маршалом Корнеттом. Як другий у черзі, Голл й обійняв посаду губернатора Орегону до проведення позачергових виборів 1948 року. 1972 року згідно з Законом № 8 штату Орегон державний секретар штату Орегон став першим у черзі; однак, оскільки державний секретар Роберт С. Фаррелл-молодший також загинув у цій катастрофі, результат був би таким же.
Під час короткого перебування на посаді губернатора Голл намагався скоригувати зарплати державних службовців з урахуванням інфляції, був рішучим прихильником освіти та виступав за план виділення державних надлишків на будівельні проєкти вищих навчальних закладів й інших державних установ.
Від початку адміністрація Голла відзначалася суперечками щодо його спроб лібералізувати державне регулювання лікеро-горілчаної промисловості. Він намагався реорганізувати Комісію з контролю за алкогольними напоями штату Орегон, яка, на його думку, була свавільною та несудовою у своїх рішеннях, коли ще представляв інтереси клієнтів перед нею, і не підкорялася законодавчим органам під час його перебування на посаді представника штату. Питання виникло після того, як він звільнив члена комісії, який публічно не погоджувався з губернатором щодо скасування лімітів на купівлю спиртних напоїв.
Під час розпалу суперечок сенатор штату Дуглас Маккей, друг покійного губернатора Снелла та президент Асоціації автомобільних дилерів, оголосив, що кине виклик Голлу на первинних виборах Республіканської партії 1948 року, і швидко розпочав добре фінансовану й організовану кампанію. Почалися суперечливі перегони, під час якої Голлу висунули звинувачення в конфлікті інтересів й аморальності через його зв'язки з лікеро-горілчаною промисловістю. Голл програв Маккею за результатами загального голосування 103 224 проти 107 993.

## Подальше життя
Залишивши посаду губернатора, переїхав до округу Лінкольн, штат Орегон, і займався юридичною практикою. Один термін пропрацював окружним суддею штату Орегон (обраний 1965 року). Подолав рак горла і після короткого періоду виходу на пенсію помер 14 листопада 1970 року у лікарні Ньюпорта.